# Tusor
A tusor vélhetően latin eredetű, ma ritka családnévként továbbélő, a magyarországi kora újkori latinitásban használt foglalkozásnév. Jelentése „bányász, vájár”. Rokonszavai: kántor, pásztor, doktor, lektor, cenzor, Viktor stb.

## Nyelvtörténeti előzmények
A felsorolt szavak kivétel nélkül latin jövevények. (Ez a nyelv ugyanis 1844-ig az ország hivatalos, tudományos és szaknyelve volt. Latinul hozták a törvényeket, a királyi kancellária, a Helytartótanács, a vármegyék, a kamarák ezen a nyelven leveleztek, intézték ügyeiket. Az ügyvédek (prókátorok) latinul pereskedtek, a szakkönyveket latinul fogalmazták, a tanítás latinul folyt, sőt a nebulóknak még az órák közötti szünetekben is így kellett beszélniük.) Szakszavak, kifejezések tömkelege került át ennek nyomán a magyarba az évszázadok során. (Néhány latin szó, kifejezés annyira gyökeret vert nálunk, hogy már nem is érezzük idegen eredetüket: iskola – schola, rózsa – rosa, persze – per se, magától értetődő.)
Külön fejezetet képeznek a nevek. Keresztneveink hosszú sora érkezett közvetlenül a latinból: Krisztián, Barbara, Renáta, Natália, Félix, a már említett Viktor stb. A latin eredetet következésképpen vezetéknevek esetében sem zárhatjuk ki.

## Nyelvészeti magyarázat
Az említett ’or’ végű szavainkban: a kántorban, pásztorban, doktorban, lektorban, cenzorban és Viktorban egyaránt fellelhető közös vonás, hogy mindnyájan igéből képződtek. A cselekvést végző személyt jelölik ("nomen agentis"), mégpedig úgy, hogy lecserélik a latin igék 4. szótári alakjának ’um’ végződését.
| Magyar szó | Latin eredeti ige               | Jelentése                                       | -or képzős főnév | Jelentése                    |
| ---------- | ------------------------------- | ----------------------------------------------- | ---------------- | ---------------------------- |
| kántor     | cano, canere, cecini, cantum    | énekel                                          | cantor           | éneklő, aki énekel           |
| pásztor    | pasco, pascere, pepesci, pastum | legeltet                                        | pastor           | legeltető, aki legeltet      |
| doktor     | doceo, docere, docui, doctum    | tanít                                           | doctor           | tanító, aki tudós valamiben  |
| lektor     | lego, legere, legi, lectum      | olvas                                           | lector           | olvasó, aki olvas            |
| cenzor     | censeo, censere, censui, censum | számbavesz, ellenőriz                           | censor           | ellenőrző, aki ellenőriz     |
| Viktor     | vinco, vincere, vici, victum    | győz                                            | victor           | győző, aki győz              |
| tusor      | tundo, tundere, tutudi, tusum   | üt, ver, rúg, tör, (szét)zúz, ostromol, háborít | tusor            | törő, zúzó; az, aki tör, zúz |

A „tusor” is besorolható a kántor, pásztor, doktor stb. sorába. A TUNDO, TUNDERE, TUTUDI, TUSUM, igéből a ’tusor’ a fenti módon, az ’um’ ’or’-ra cserélésével képezhető.
A tundo-t Vergilius is gyakran használja, például viharleírásoknál. A belőle származó tusor azonban nem szerepel sem nála, sem más ókori szerzőnél. A klasszikus latinszótárakban sem találjuk a tusor nyomát, míg a többiét (cantor, pastor, doctor, censor, lector) igen.
A hasonlóság nem csupán a véletlen műve. A közép- és újkori magyarországi latinság szótára szerint (BARTAL ANTAL, Glossarium mediae et infimae latinitatis Regni Hungariae, Lipcse 1901, 680. o.) a tusor kifejezetten olyan munkást jelöl, aki az ércet töri, zúzza lenn a mélyben: vagyis bányászt, pontosabban vájárt jelent. A (bánya)kamarai szaknyelvben honosodott meg, és lett foglalkozásnév valamikor a 17–18. században. Kizárólag a Magyar Királyság területén. Nyugat-európai nyomát nem találjuk a szónak a közép- és kora újkorban.

## Névváltozatok, kiejtés
A meg-megjelenő ’Tusori/Tusory’ névalak 20. századi névmagyarosítás következménye lehet. A ’Túsor’ változat viszont az eredeti kiejtést őrzi. A TUNDO eredetileg így ejtendő: [tundó, tundere, tutudi, túszum]: A 4. alakból képzett főnév tehát [túszor]-nak hangzott, de magyarosan [túsor]-nak ejtették. A Pest vármegyei Turán például a régi sírköveken mindenhol a ’Túsor’ névalak áll Az idősebbek ma is kivétel nélkül így ejtik a nevet. Valószínűleg ugyanazon hangtani, nyelvtörténeti okok miatt nem ’sz’-szel mondták, mondják a szót (’túszor’), ahogy a latin kiejtési szabályok megkövetelnék, amiért júniust, júliust és augusztust, és nem „júniuszt”, „júliuszt” és „augusztuszt” mondunk, ahogy a latinból következne.

## Összegzés
A nyelvújítás korában alkotott ’bányász’ és ’vájár’ a 19. század elején lépett a ’tusor’ helyére, ennek jelentése ezután halványult, majd tűnt el. A bányászok, vájárok már az ipari forradalom utáni, gépesített mélyművelésű bányákban dolgoztak. A ’tusor’-ok arany-, ezüst- és vasbányái a 18. század végére kimerültek, elvizesedtek. A felvidéki bányavárosok bezárt tárnáiból ezért kerültek el más vidékekre, például a 100–150 km-rel délebbre fekvő Galga-völgyébe. Megélhetésüket mezőgazdaságból kellett ezután biztosítaniuk, nevükben azonban megőrizték eredeti foglalkozásuk emlékét. Az első tusor, Tusor Pál az 1820-as évek végén tűnt fel Turán. Tusorok Vácszentlászlón már korábban is kimutathatók. A ’tusor’ Erdélyben a 19. század derekán még egyszerre fordul elő családi és foglalkozásnévként, szemléletes bizonyítékaként eredetének.
A név tehát valóban egy ritka foglalkozásnév, ’vájár’-t jelent (Német megfelelője a ’Stampfer’). Számos más társához hasonlóan a latinból érkezett a magyar nyelvbe. Legkorábbi ismert említése 1652-ből való.